# Hydrolagus alberti
Hydrolagus alberti là một loài cá trong họ Chimaeridae. Nó được tìm thấy ở México, Hoa Kỳ, và có thể cả Suriname. Môi trường sinh sống tự nhiên của chúng là biển mở. Nó bị đe dọa mất môi trường sống.

## Hình ảnh

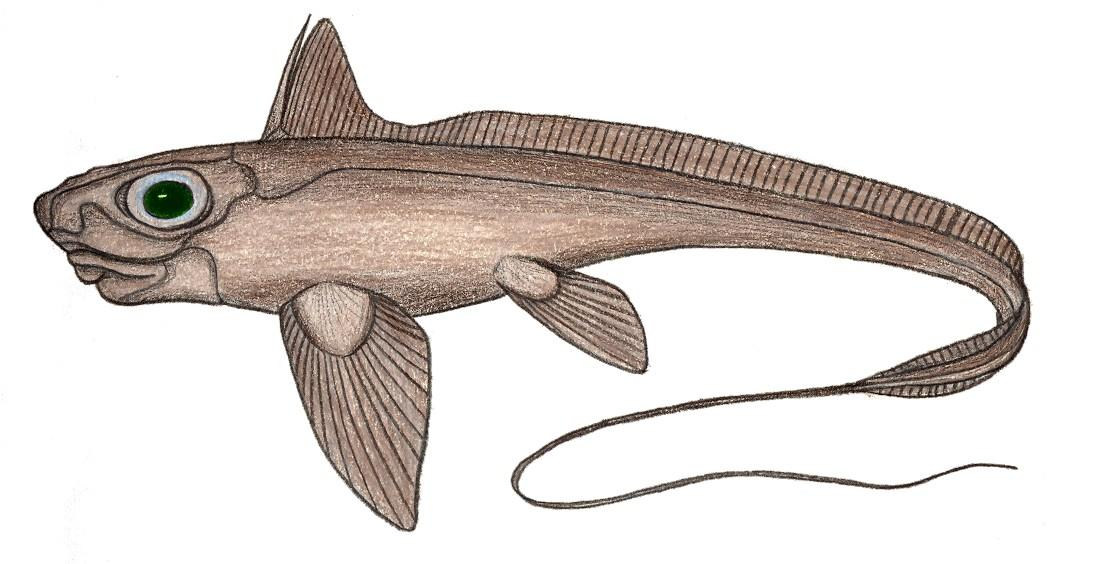